# 総裁
総裁（そうさい）とは、政（まつりごと）に携わる政府機関・政党・公団などにおいて最終決裁権を持つ代表職の名称。
元々は、後述する幕末の江戸幕府の役職名として使用され、その後、明治時代における新政府の長の名称として用いられ、以後様々な組織や団体における「長」たる職の名称として用いられている。また、諸外国における英語のdirectorまたはpresidentに相当する語の訳語として用いられている。

## 江戸幕府
幕末の文久2年（1862年）、勅命により幕政改革が実施された（文久の改革）。将軍の補佐役である将軍後見職に徳川慶喜（当時の姓は「一橋」）、大老に相当する政事総裁職に松平慶永、京都所司代の上にあって京都の治安維持にあたる京都守護職に松平容保をそれぞれ任命した。この「政事総裁」が、字が役職に用いられた最初の例と見られる。
さらに、慶応2年（1866年）には、最後の将軍・徳川慶喜によって、幕政改革が行われ（慶応の改革）、この改革で老中は各省大臣のように専任制となり、陸軍総裁、海軍総裁、国内事務総裁、外国事務総裁、会計総裁がおかれた。明治元年（1868年）、勝海舟が第2代陸軍総裁に就き、江戸城無血開城を主導した。
幕府自体ではないが、明治元年12月（1869年1月）、蝦夷地（箱館）において一部の旧幕臣が政府（いわゆる蝦夷共和国）を組織するために選挙（公選入札）をおこない、その結果、最多得票を得た榎本武揚が「総裁」となっている。

## 明治政府
1868年1月3日（慶応3年12月9日）に王政復古の大号令が発表され、明治維新の政体改革が始められた。摂政・関白を中心とする摂関政治と、征夷大将軍を中心とする幕府政治を廃し、「総裁」・「議定」・「参与」の「三職」を設置し、諸事神武創業の昔への復帰などを宣言し、天皇中心の新政府樹立を目指した。「総裁」は、三職の最高官職として、「萬機ヲ統ヘ、一切ノ事務ヲ裁決ス」とされて政務を統括し、有栖川宮熾仁親王が就任した。月給は仮に金1000両と定められた（明治元年3月制定。なお、議定は金800両、参与は金500両）。
三職は、小御所会議（三職会議）を開催して、1868年1月18日（慶応3年12月24日）に徳川慶喜の辞官納地（内大臣の辞任と領地の一部返納）などを決定した。
戊辰戦争が始まると1868年1月27日（慶応4年正月3日）に議定の仁和寺宮嘉彰親王に軍事総裁の兼任を命じ、翌日に征討大将軍に補して鳥羽・伏見の戦いにあたらせた。同年2月2日（同年正月9日）に副総裁を置いて議定の三条実美と岩倉具視をこれに任命して議定故の如しとした。また、内戦状態になっていることから海外各国の御処置急務として議定兼軍事総裁・征討大将軍の仁和寺宮嘉彰親王に外国事務総裁を兼帯させた。
このようにそのときの必要に応じて軍事総裁や外国事務総裁等を命じてきたところ、同年2月10日（同年正月17日）にこれを改めて三職の下に神祇・内国・外国・海陸軍・会計・刑法・制度の七科を置いて三職七科とし、総裁は宮と定め、引き続き総裁は有栖川師宮、副総裁は三条実美と岩倉具視とした。
同年2月25日（同年2月3日）には科を局として総裁局を設置し三職八局とし、総裁職は宮を之に任ず、副総裁は公卿・諸侯を之に任ずとし、総裁局に総裁・副総裁を置いた。同年3月2日（同年2月9日）には、総裁の熾仁親王が東征大総督として関東に出征してしまったため政務の中心から離れた。この翌月に月給を仮に定めて総裁職は金1000両とし、副総裁は議定職であっても総裁職の領に従うとした。
1868年6月11日（慶応4年閏4月21日）、五箇条の御誓文に基づく政治の基本組織を定めた政体書を発表した。政体書では、太政官を中心とした政治体制を採り、それまでの総裁をはじめとする三職は開始から半年足らずで廃止された。

## 官庁
官庁における役職名としての総裁は以下がある。
- 人事院総裁
- 賞勲局総裁（廃止）
- 企画院総裁（廃止）
- 情報局総裁（廃止）
- 宗秩寮総裁（廃止）
- 帝室制度調査局・帝室制度審議会総裁（廃止）
- 法務庁法務総裁（廃止）

また、戦前から終戦直後においては、「本部」「庁」の長を総裁とする例（経済安定本部、特別調達庁など）もあり、「本部」が、内閣総理大臣直轄で設置される場合は総理大臣が、各省に設置される場合は各省大臣が総裁となっていた。なお、後に防衛施設庁となった特別調達庁（Government Corporation＝政府公団）の場合は、当初より国家行政組織では無く、GHQの指示で政府部局に編入された後も公社化に至らず、防衛省への統合で廃止された。

## 法人・機関
公的な任務を帯びた特殊法人や、特殊会社の長の役職名として総裁の名が使われることが多い。現存する法人・機関における役職名としての総裁は以下がある。
- 日本銀行総裁
- 日本政策金融公庫総裁
- 国際協力銀行総裁

これ以外の、下記の役職は機関ごと廃止消滅している。
- 日本国有鉄道総裁
- 日本鉄道建設公団総裁
- 帝都高速度交通営団総裁
- 日本専売公社総裁
- 日本電信電話公社総裁
- 日本郵政公社総裁
- 日本住宅公団総裁
- 日本道路公団総裁
- 石油公団総裁
- 水資源開発公団総裁
- 新東京国際空港公団総裁
- 都市基盤整備公団総裁
- 電源開発総裁
- 日本発送電総裁
- 日本開発銀行総裁
- 日本政策投資銀行総裁
- 国民生活金融公庫総裁
- 農林漁業金融公庫総裁
- 中小企業金融公庫総裁
- 住宅金融公庫総裁
- 公営企業金融公庫総裁
- 日本勧業銀行総裁
- 日本興業銀行総裁
- 日本放送協会総裁（戦前に会長の上位として設けられ、後藤新平・近衛文麿が就任した）

その他、中国企業の社長の肩書きとして「総裁」という表記が用いられる（日本語の「社長」は、中国語では「総裁」と訳されるため）。

## 皇族
明治期以来、皇族を組織の長に奉戴する場合に「総裁」と称した。第二次世界大戦後は「名誉総裁」として式事・表彰・視察などの務めを果たす形が残っている。皇族を総裁や名誉総裁、またはそれらに類する形で奉戴しているのは以下がある
。

皇后
- 日本赤十字社名誉総裁

秋篠宮文仁親王
- 山階鳥類研究所総裁
- 日本動物園水族館協会総裁
- 御寺泉涌寺を護る会 総裁
- 大日本農会 総裁
- 大日本山林会 総裁
- 日本植物園協会 総裁
- 世界自然保護基金ジャパン名誉総裁
- 日蘭協会 名誉総裁
- 特定非営利活動法人 全日本愛瓢会 名誉総裁
- 日本水大賞委員会 名誉総裁
- 日本ワックスマン財団　名誉総裁
- サイアム・ソサエティ 名誉副総裁

文仁親王妃紀子
- 公益財団法人結核予防会総裁
- 恩賜財団母子愛育会総裁
- 大聖寺文化・護友会 名誉総裁
- 日本赤十字社名誉副総裁
- 日本学術振興会　名誉特別研究員

佳子内親王
- 公益財団法人日本テニス協会名誉総裁

常陸宮正仁親王
- 財団法人日本鳥類保護連盟総裁
- 社会福祉法人日本肢体不自由児協会総裁
- 社団法人発明協会総裁
- 日本丁抹協会総裁
- 財団法人大日本蚕糸会総裁
- 財団法人日本障害者リハビリテーション協会総裁
- 財団法人日本美術協会総裁
- 財団法人日本バスケットボール協会総裁
- 財団法人東京動物園協会総裁
- 財団法人日仏会館総裁
- 日本瑞典協会名誉総裁
- 日本ベルギー協会名誉総裁
- 公益財団法人がん研究会名誉総裁
- 特定非営利活動法人日本パスツール協会名誉総裁
- 日本赤十字社名誉副総裁

正仁親王妃華子
- 日本いけばな芸術協会名誉総裁
- 日本動物福祉協会名誉総裁
- 日本馬術連盟名誉総裁
- 日本・ラテンアメリカ婦人協会名誉総裁
- 日本赤十字社名誉副総裁

寬仁親王妃信子
- 東京慈恵会総裁
- 日本ばら会名誉総裁
- 日本赤十字社名誉副総裁

彬子女王
- 一般社団法人心游舎総裁
- 日本・トルコ協会総裁
- 公益社団法人日本職業スキー教師協会総裁
- 公益財団法人中近東文化センター総裁

瑶子女王
- 一般財団法人国際ユニヴァーサルデザイン協議会総裁
- 社会福祉法人友愛十字会総裁

憲仁親王妃久子
- 日本グラススキー協会 総裁
- 日本アマチュアオーケストラ連盟 総裁
- いけばなインターナショナル 名誉総裁
- 全日本軟式野球連盟 名誉総裁
- 全日本アーチェリー連盟 名誉総裁
- 日本フェンシング協会 名誉総裁
- 日本水難救済会 名誉総裁
- 日本ホッケー協会 名誉総裁
- 日本サッカー協会 名誉総裁
- 日本スペイン協会 名誉総裁
- 地域伝統芸能活用センター 名誉総裁
- 稲盛財団 名誉総裁
- 日本セーリング連盟 名誉総裁
- 日本スカッシュ協会 名誉総裁
- 日本海洋少年団連盟 名誉総裁
- 日本学生協会基金 名誉総裁
- 日本アジア協会 名誉総裁
- フランス語婦人会 名誉総裁
- 日本・エジプト協会 名誉総裁
- 日加協会 名誉総裁
- バードライフ・インターナショナル 名誉総裁
- 国際弓道連盟 名誉総裁
- 高円宮記念日韓交流基金 名誉総裁
- 仁和会 名誉総裁
- 中宮寺奉賛会 名誉総裁
- 国際教育振興会賛助会 名誉会長
- 日本赤十字社 名誉副総裁

## 政党
政党の党首の名称としての総裁は以下がある。戦前の日本の政党の党首名は総裁が多かった。
- 憲政会総裁
- 政友本党総裁
- 立憲政友会総裁
- 立憲民政党総裁
- 大政翼賛会総裁
- 日本自由党総裁
- 日本進歩党総裁
- 民主党総裁
- 改進党総裁
- 民主自由党総裁
- 自由党総裁
- 日本民主党総裁
- 自由民主党総裁（前身が上記の全党のため）(現職石破茂総裁)
- 沖縄自由民主党総裁

本土復帰後は自由民主党沖縄県支部連合会（略して「自民党沖縄県連」）、及びその「会長」となった。
- 幸福実現党総裁

結党当初から党代表として党首職があったが、大川隆法の選挙出馬宣言により、上位に総裁職が設けられた。しかし、一時は「名誉総裁」となり、2012年12月27日より代表権のない総裁職になっている。2023年3月2日、大川の死去により空席。
- 立憲養正會総裁

当初「総裁」であったが、現在は会長となっている。
- 大日本愛国党総裁

赤尾敏が死去後、「党首」という名称に変わった。
- 翼賛政治会総裁

公事結社大政翼賛会の傘下にあった一国一党的政治団体で、翼賛会と同じく、トップは総裁であった。
- 日本国民政治連合総裁

### 日本以外の政党
- インド国民会議、インド人民党の党首は総裁と翻訳されることが多い。
- 中国国民党では、蔣介石と胡漢民が「総裁」だった。6代目党首・蔣経国の時代から「主席」になっている。介石はその功績により没後も「永久総裁」に任じられている。

## 国際機関
諸外国の組織・国際機関の役職名の訳語として総裁という名称が用いられているのは以下の通り。
- 世界銀行（World Bank）総裁：（英Presidentの訳）
- 国際刑事警察機構（ICPO）総裁：（英Presidentの訳）

## 宗教団体
宗教法人・宗教団体等における役職名としての総裁は以下がある。
- 神社本庁総裁

現任は前神宮祭主・池田厚子
- 聖公会

首座主教 - 米国聖公会などの首座主教に総裁主教との訳語を当てることがある。
- 生長の家総裁
- 世界平和統一家庭連合総裁
- 幸福の科学総裁

当初「主宰」という肩書であったが、1997年より総裁と呼ばれている。

## 企業・民間団体
企業・民間団体における役職名としての総裁には、以下がある。
- 日本棋院総裁

名誉職で、政財界の実力者が就任する。
- 日本文化振興会総裁

民間の顕彰団体である。歴代総裁は旧皇族などが歴任している。
- 日本大学総裁

旧制時代の日本大学に存在した役職。
- 大川興業総裁

代表取締役社長とは別に、総裁を置いている。

## 武道・格闘技団体
武道・格闘技団体における役職名としての総裁には、以下がある。
- 国際空手道連盟総裁(大山倍達)

空手道団体の国際空手道連盟と極真会館は、極真空手を推進・普及させる目的において表裏一体である。
- 世界空手道団体連合
- 空手オリンピック国際委員会(任意団体)
- 世界格闘技団体連合

朝堂院大覚はこれら3団体の代表「総裁」を務めると称している。

## 暴力団
暴力団における役職名としての総裁は西宮の諏訪健治が最初に名乗ったとされるが、他組織では以下がある。
- 稲川会総裁（清田次郎）
- 工藤会総裁（野村悟）
- 弘道会総裁（高山清司）

かつては以下に列挙する組織も総裁の役職があった。
- 親和会（細谷勝彦）
- 住吉会（西口茂男）

## フィクション
『科学忍者隊ガッチャマン』シリーズで、世界征服を企む悪の秘密結社ギャラクターの正体不明の最高指導者として総裁X（エックス）および総裁Z（ゼット）が登場する。
また、ライトノベルでは、グループ企業各社の社長や会長の上に立つ、持株会社のオーナー社長の職名としても登場する。